# Sankt Leonhard am Forst
Sankt Leonhard am Forst là một thị xã thuộc huyện Melk trong bang Niederösterreich.